# Armoriale dei comuni della provincia di Massa-Carrara
Questa pagina contiene le armi (stemmi e blasonature) dei comuni della provincia di Massa-Carrara.
| Stemma                                           | Comune e blasonatura | Gonfalone e/o bandiera           |
| ------------------------------------------------ | --- | -------------------------------- |
|                                                  | Aulla Di rosso alla rosa d'argento, gambuta e fogliata di cinque di verde (due a destra e tre a sinistra) R.D. del 23 luglio 1926 Gonfalone: Drappo di colore rosso, bordato e frangiato d'argento, caricato dello stemma del Comune Regie lettere patenti del 4 febbraio 1939 |                                  |
|                                                  | Bagnone D'argento, a tre torri d'oro, 2, 1, con una fascia di rosso attraversante, accompagnate nel cantone destro del capo da un montante con tre stelle d'oro, e nel cantone sinistro da una mano di carnagione tenente un crescente di rosso |                                  |
|                                                  | Carrara D'azzurro alla ruota d'oro, caricata sul cerchio della scritta in nero "Fortitudo mea in rota" D.P.R. del 1º agosto 1972 Gonfalone: Drappo d'azzurro riccamente ornato di ricami d'oro e caricato dello stemma comunale con l'iscrizione centrata in oro: Città di Carrara D.P.R. del 1º agosto 1972 |                                  |
|                                                  | Casola in Lunigiana Di rosso, alla branca di orso in palo al naturale, tenente un crescente montante d'argento Gonfalone: Drappo d'azzurro… |                                  |
|                                                  | Comano D'azzurro all'aquila al naturale, coronata d'oro R.D. del 7 agosto 1919 Gonfalone: drappo di azzurro… |                                  |
|                                                  | Filattiera D'oro alla torre d'argento, cimata di due bandiere dello stesso Gonfalone: drappo partito di bianco e di giallo… |                                  |
|                                                  | Fivizzano D'argento, alla branca d'orso in palo al naturale, tenente un crescente montante d'oro. |                                  |
|                                                  | Fosdinovo D'azzurro, alla lupa d'argento rampante, con le zampe anteriori appoggiate ad un monte di verde, il tutto movente dalla campagna al naturale Gonfalone: Drappo partito di azzurro e di bianco… |                                  |
|                                                  | Licciana Nardi D'azzurro, alla fascia accompagnata in capo da tre stelle di sei raggi e in punta da un montante, il tutto d'oro Gonfalone: Drappo di giallo… |                                  |
|                                                  | Massa Di rosso, alla mazza d'armi d'argento, posta in palo, col decusse d'oro, attraversante. Lo scudo è sormontato dalla corona marchionale. Sotto lo scudo, due fronde di alloro e di quercia, di verde, fruttate d'oro, decussate in punta, legate dal nastro tricolorato dai colori nazionali Stemma antico: di rosso alla mazza ferrata d'oro attraversata da una banda e da una sbarra formanti una croce di Sant'Andrea, d'oro Gonfalone: Drappo interzato in palo di giallo, di bianco e di rosso… | Gonfalone precedentemente in uso |
| Altra versione dello stemma in uso sul gonfalone | Montignoso Tre monti verdi sormontati da tre rose rosse; il tutto racchiuso in un ovale, alla cui sommità esterna vi è una corona circondata da foglie d'acanto, tutto a sua volta ricompresso in un ovale con all'interno la scritta "Comune di Montignoso" Stemma antico: troncato: nel primo d'azzurro; nel secondo di rosso a tre montagne d'oro, cimate da tre rose di rosso |                                  |
|                                                  | Mulazzo Di cielo, a due torri, la più bassa aperta del campo e sostenente una colomba, il tutto sull'acqua corrente, al naturale |                                  |
| Stemma nella versione aulica                     | Podenzana D'azzurro a tre stelle d'argento (2,1) sormontate da un crescente montane dello stesso Stemma antico: D'azzurro a tre stelle d'argento, male ordinate, sormontate da un crescente montante dello stesso Gonfalone: drappo partito di bianco e di azzurro… |                                  |
| Stemma nella versione aulica                     | Pontremoli Di rosso, alla torre di argento, murata di nero, merlata alla ghibellina di quattro, munita di barbacani, posta a destra, chiusa di nero, finestrata di tre, dello stesso, poste una, due, essa torre unita al ponte di tre archi, di argento, murato di nero, unito al fianco sinistro, con l'impalcato in banda abbassata, l'arco a destra, di maggiore ampiezza, quello a sinistra più piccolo, quello di mezzo, di misura intermedia, torre e ponte fondati sulla campagna di azzurro, fluttuosa di argento, il ponte sormontato dalla corona all'antica di sette punte visibili, d'oro, la torre sormontata dalla stella di cinque raggi, dello stesso. Ornamenti esteriori da Città Gonfalone: Drappo di azzurro… Stemma antico: Di rosso alla torre, merlata, aperta e finestrata di nero, accostata da un ponte a tre archi al naturale, sormontato da una corona nobiliare, il tutto posto sull'acqua corrente. |                                  |
|                                                  | Tresana Uno scudo diviso orizzontalmente da una fascia azzurro-argento. Nella parte inferiore, contiene tre bande di colore rosso e oro, nella parte superiore un castello di mattoni merlato, sormontato da una torre coronata da due rami di spino secco Alias: troncato: nel primo, d'oro alla torre merlata circondata nella parte superiore da una ghirlanda al naturale; nel secondo, bandato d'argento e di rosso, con la fascia in divisa, d'azzurro, attraversante sulla troncatura Gonfalone: Drappo di giallo… |                                  |
|                                                  | Villafranca in Lunigiana D'azzurro, al crescente volto, d'oro, sormontato da una stella di otto raggi dello stesso Gonfalone: Drappo di rosso… |                                  |
|                                                  | Zeri Di rosso, al colle, fondato in punta, di tre cime, la centrale più alta, di verde, esso colle sostenente la montagna di tre cime, la centrale più alta, d'argento, la cima centrale del colle cimata dall'albero di verde, fustato al naturale, attraversante. Sotto lo scudo, su lista bifida e svolazzante di rosso, il motto in lettere maiuscole d'argento, PRO LIBERTATE PUGNAVI Gonfalone: Drappo troncato di bianco e di rosso riccamente ornato di ricami d'argento e caricato dello stemma comunale con la iscrizione centrata in argento: "Comune di Zeri" |                                  |

## Ex comuni
| Stemma | Comune e blasonatura                                                           | Gonfalone e/o bandiera |
| ------ | ------------------------------------------------------------------------------ | ---------------------- |
|        | Apuania (dal 1938 e il 1946 fusione dei comuni di Massa, Carrara e Montignoso) |                        |
|        | Albiano Magra (dal 1870 soppresso e unito al comune di Aulla)                  |                        |
|        | Groppoli (dal 1860 soppresso e unito al comune di Mulazzo)                     |                        |
|        | Terrarossa (dal 1869 soppresso e unito al comune di Licciana Nardi)            |                        |
|        | Treschietto (dal 1860 soppresso e unito al comune di Bagnone)                  |                        |
|        | Varano di Magra (dal 1861 soppresso e unito al comune di Licciana Nardi)       |                        |